# Hostišová
Hostišová (deutsch Hostischau) ist eine Gemeinde in Tschechien. Sie liegt sechs Kilometer nordwestlich von Zlín und gehört zum Okres Zlín.

## Geographie
Hostišová liegt im Westen des Wisowitzer Berglandes auf einem Höhenzug über der Quellmulde des Baches Hostišovka. Nordöstlich erheben sich die Skála (344 m) und der Hřeben (399 m), im Osten der Přední vrch (420 m), südlich die Vinohrádky (301 m), im Südwesten die Korbele (281 m), westlich der Háj (285 m) und im Nordwesten der Holý kopec (313 m). Gegen Süden befindet sich auf den Vinohrádky ein Sportflugplatz.
Nachbarorte sind Lechotice und Žeranovice im Norden, Strhanec, Racková, Vylanta und Dolní Ves im Nordosten, Malý Kostelec und Kostelec im Osten, Ostrá Horka, Mladcová und Zbožensko im Südosten, Chlum und Lhotka im Süden, Sazovice im Südwesten, Mysločovice im Westen sowie Míškovice im Nordwesten.

## Geschichte
Archäologische Funde belegen eine Besiedlung des Gemeindegebietes seit der Altsteinzeit um 10 000 v. Chr. Die erste schriftliche Erwähnung des zur Herrschaft Količín gehörigen Dorfes Hosstyssowalhota erfolgte 1397, als nach dem Tode von Peter Holický von Sternberg dessen Erben Peter von Krawarn und Marquart von Sternberg die Burg Količín mit den Dörfern Blazice, Hosstyssowalhota, Količín, Lechotice, Machová, Markov, Meziříčí, Míškovice, Mysločovice, Racková, Sazovice, Siročý und Žeranovice an die Brüder Zdenko und Jesko Lukovský von Sternberg verkauften. 1446 überschrieb Lacek von Sternberg Hosstissow zusammen mit Lechotice an Mikeš von Milčany. Im Jahre 1464 wurde der Ort als Hossczissow bezeichnet. 1481 überließen Jan Důň und Markéta von Žákovice Hostissow an Albrecht den Älteren von Sternberg, der es an seine Herrschaft Holešov anschloss.
1588 wurde Karl der Ältere von Zerotein Besitzer von Holešov einschließlich Hostissiowa, und zu Beginn des 17. Jahrhunderts folgten die Popel von Lobkowicz. 1650 erwarb Johann von Rottal die Herrschaft. Das älteste Ortssiegel stammt von 1699, es zeigt eine Weintraube und trägt die Umschrift Peczet obeczni diediny Hostissowe. Die erste Nachricht über die käufliche Vogtei Hostissiowa stammt aus dem Jahre 1747, als Bartoloměj Krejčí diese für 120 Gulden von der Herrschaft erwarb. Da das Dorf abseits aller Straßen lag, gehörte zur Vogtei keine Schänke. Das Bier wurde nach Ableistung der Fron in die Häuser gebracht. Nach dem Erlöschen des Geschlechts von Rottal erbten 1762 die Grafen von Würben die Herrschaft. 1797 kaufte sich der Podsednik Tomáš Dovrtěl für 800 Gulden aus dem Robot frei und wurde Vogt. Bis zur Mitte des 19. Jahrhunderts blieb der Ort nach Holešov untertänig.
Nach der Aufhebung der Patrimonialherrschaften bildete Hostěšow ab 1850 eine Gemeinde in der Bezirkshauptmannschaft Holešov. Die Bewohner lebten vornehmlich von der Landwirtschaft, für deren Erweiterung wurden die den Ort umschließenden Wälder sukzessive abgeholzt. Auf Initiative des Landwirtschaftpioniers František Skopalík aus Záhlinice begann in Hostěšow 1858 eine Flurbereinigung durch Zusammenlegung von Grundstücken. Zwischen 1870 und 1872 wurde der 250 Scheffel große Wald Trnovec in Ackerland gewandelt, wobei jeder Einwohner roden konnte, was ihm möglich war. 1884 wurde die Flurbereinigung durch Landesgesetz mit einer rechtlichen Grundlage versehen. Der heutige Ortsname  Hostišová wird seit 1893 verwendet. Im Jahre 1900 kaufte die Gemeinde den Wald Vesník auf. Die Anzahl der Grundstückbesitzer reduzierte sich dadurch bis 1910 von 54 auf 29. Seit 1913 fand ein neues Ortssiegel Verwendung, das eine Szene aus Mariä Heimsuchung darstellte. Erst im Jahre 1923 wurden für jede gewonnenen Maß Feld 400 Kronen erhoben.
Nach der Expansion der Baťa-Werke in Zlín stand in den 1930er Jahren der größte Teil der Einwohner bei dem Unternehmen in Lohn und Brot. Im Jahre 1935 wurde die Gemeinde dem neuen Bezirk und Gerichtsbezirk Zlín zugeordnet. Zum Ende des Zweiten Weltkrieges nahm am 5. Mai 1945 die Rumänische Armee mit Unterstützung von Partisanen nach heftigen Gefechten mit der Wehrmacht den Ort ein. Im Jahre 1945 kaufte die Gemeinde noch den Wald Jarníky zur Rodung an. Ab 1950 gehörte Hostišová zum Okres Gottwaldov-okolí und ab 1960 zum Okres Gottwaldov, der seit 1990 wieder den Namen Okres Zlín trägt. Zwischen 1980 und 1990 war Hostišová nach Mysločovice eingemeindet. Seit 1994 führt die Gemeinde ein Wappen und seit 2002 auch ein Banner.

## Ortsgliederung
Für die Gemeinde Hostišová sind keine Ortsteile ausgewiesen.

## Sehenswürdigkeiten

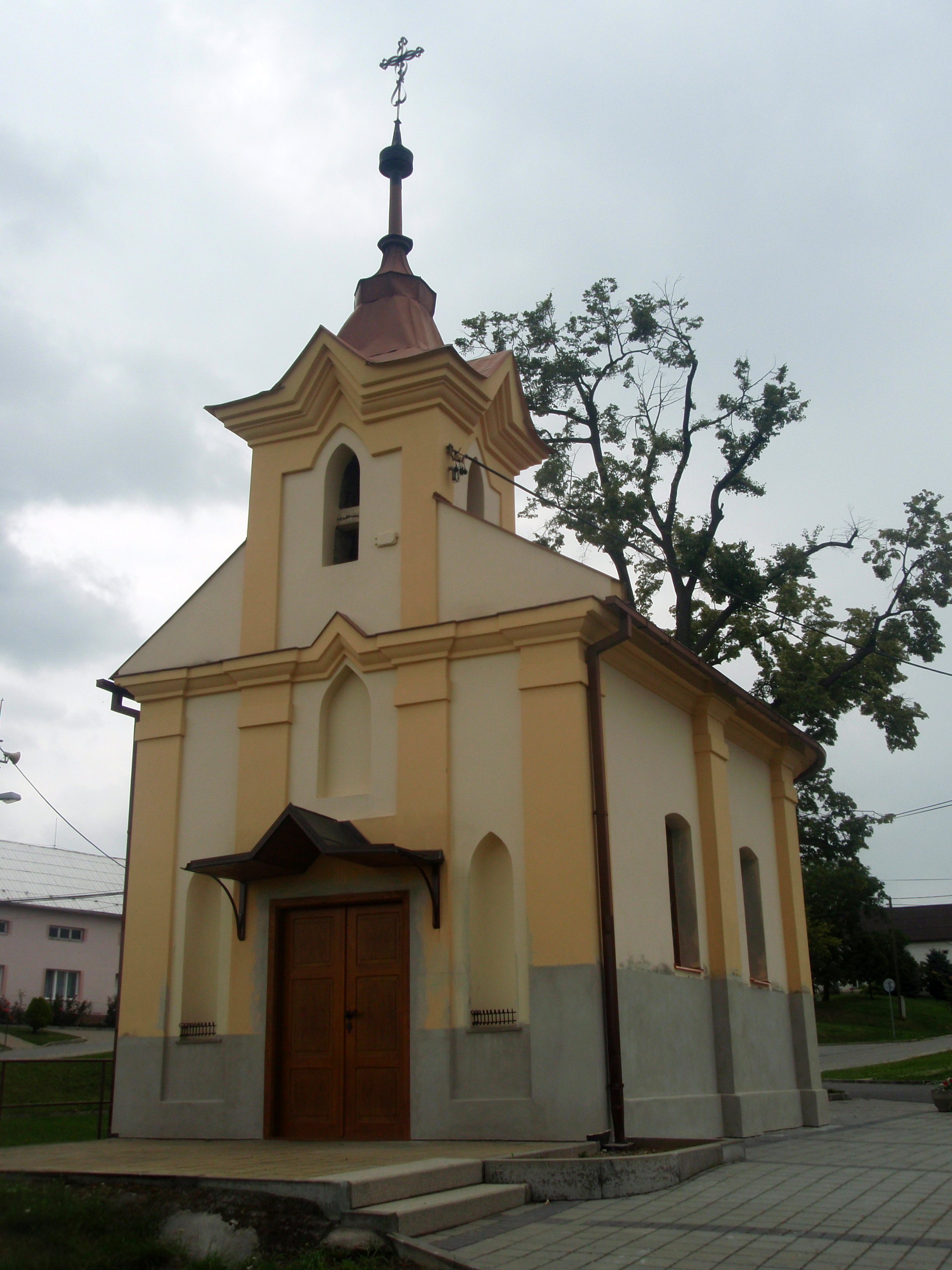
Kapelle Mariä Heimsuchung

- Kapelle Mariä Heimsuchung, erbaut 1869 anstelle eine Glockenturmes aus dem 18. Jahrhundert
- Barockes Sandsteinkreuz aus dem Jahre 1756
- Gedenkstein für sechs Gefallene der Rumänischen Armee, errichtet 1945
- Gedenkstein für den Partisanen Metoděj Ponížil, errichtet 1945
- Gedenkstein für die Fallschirmjägergruppe Clay-Eva, geschaffen 2005